# エクアドルの大統領
エクアドルの大統領（エクアドルのだいとうりょう、スペイン語: Presidente del Ecuador）は、エクアドル共和国の国家元首であり、政府の長たる大統領である。

## 歴史
エクアドルの大統領職は不安定な時期が多く、国の歴史を通じて頻繁に大統領が交代しやすい状況になっている。少なくとも5回、大統領の任務が臨時政府または軍事政権に課せられた。多くの場合、その職は暫定大統領または代理大統領に任されており、その多くは後に大統領になることになる。最も多くの任期を務めた大統領は、5期務めたホセ・マリア・ベラスコ・イバラである。ラファエル・コレア大統領以前、任期を全うした最後の大統領は、 1992年から1996年まで務めたシクスト・デュラン・バレンであった。

## 一覧
| #      | 氏名                                         | 着任           | 離任           | 肩書き |
| ------ | -------------------------------------------- | -------------- | -------------- | --- |
| 1      | フアン・ホセ・フローレス                     | 1830年5月13日  | 1834年9月10日  | - 暫定大統領（1830年8月14日 - 1830年5月3日） - 最高指導者（1830年8月14日 - 1830年9月22日） - 大統領（1830年9月22日 - 1834年9月10日）                                                           |
| 2      | ビセンテロ・カフエルテ                       | 1834年9月10日  | 1839年1月31日  | - 国家最高指導者（1835年6月22日 - 1835年8月8日） - グアヤス最高指導者（1835年6月22日 - 1834年9月10日） - 大統領（1835年8月8日 - 1839年1月31日）                                                |
| （1）  | フアン・ホセ・フローレス                     | 1839年2月1日   | 1845年3月6日   | - 大統領（1843年4月1日 - 1845年3月6日） - 大統領（1839年2月1日 - 1843年1月15日） - 暫定大統領（1843年4月1日 - 1843年1月15日）                                                                  |
|        | ホセ・ホアキン・デ・オルメド                 | 1845年3月7日   | 1845年12月8日  | 臨時政府の責任 |
| 3      | ビセンテ・ラモン・ロカ                       | 1845年12月8日  | 1849年10月15日 | 大統領 |
|        | マヌエル・アスカスビ                         | 1849年10月15日 | 1850年12月7日  | 暫定大統領 |
| 4      | サンディエゴ・ノボア                         | 1850年12月8日  | 1851年9月12日  | - 暫定大統領（1850年12月8日 - 1851年2月25日） - 大統領（1851年9月13日 - 1851年2月26日） |
| 5      | ホセ・マリア・ウルヴィナ                     | 1851年7月24日  | 1856年10月15日 | - 暫定大統領（1851年7月24日 - 1852年7月17日） - 最高指導者（1852年7月17日 - 1852年9月6日） - 大統領（1852年9月6日 - 1856年10月15日）                                                           |
| 6      | フランシスコ・ロブレス                       | 1856年10月16日 | 1859年8月31日  | 大統領 |
| -      | 危機政府                                     | 危機政府       | 危機政府       | 危機政府 |
| -      | キトの臨時政府                               | 1859年9月4日   | 1861年1月10日  | 成員： - ガブリエル・ガルシア・モレノ - ヘロニモ・カリオン - プラシド・チリボガ - ラファエル・カルバハル                                                                                       |
| -      | クエンカの政府                               | 1859年5月6日   | 1859年11月13日 | リーダー： - ヘロニモ・カリオン（1859年5月6日 - 1859年5月7日） - フランシスコ・ロブレス＆ギレルモ・フランコ（1859年5月8日 - 1859年9月27日） - ラモン・ボレロ（1859年9月27日 - 1859年11月13日） |
| -      | グアヤス最高裁                               | 1859年8月21日  | 1860年9月24日  | リーダー：ギレルモ・フランコ |
| -      | （グアヤス付き）カナルとアスアイ             | 1859年11月13日 | 1860年3月3日   | リーダー：マリアーノ・モレノ |
| -      | ロハの連邦政府                               | 1859年9月18日  | 1860年3月23日  | リーダー：マヌエル・カリオン・ピンザノ |
| 7      | ガブリエル・ガルシア・モレノ                 | 1861年1月17日  | 1865年8月30日  | - 暫定大統領（1861年1月17日 - 1861年4月2日 - 大統領（1861年4月2日 - 1865年8月30日） |
| 8      | ヘロニモ・カリオン                           | 1865年9月7日   | 1867年11月6日  | 大統領 |
|        | ペドロ・ホセ・デ・アルテタ                   | 1867年11月7日  | 1868年1月20日  | 大統領代理 |
| 9      | フアン・ハビエル・エスピノサ                 | 1868年1月20日  | 1869年1月19日  | 大統領 |
|        | ガブリエル・ガルシア・モレノ                 | 1869年1月19日  | 1869年5月19日  | 暫定大統領 |
|        | マヌエル・アスカスビ                         | 1869年5月19日  | 1869年8月10日  | 暫定大統領 |
| （7）  | ガブリエル・ガルシア・モレノ                 | 1869年8月10日  | 1875年8月6日   | 大統領 |
|        | レオン・フランコ・フランシスコ               | 1875年8月6日   | 1875年9月15日  | 暫定大統領 |
|        | ホセ・ハビエル・エグイグレン                 | 1875年9月15日  | 1875年12月9日  | 暫定大統領 |
| 10     | アントニオ・ボレロ                           | 1875年12月9日  | 1876年9月8日   | 大統領 |
| 11     | イグナチオ・ヴェインテミラ                   | 1876年9月8日   | 1883年1月10日  | - 大統領（1878年4月21日 - 1878年1月26日） - 最高指導者（1876年9月8日 -1882年3月26日） - 最高指導者（1882年3月26日 - 1883年1月10日）                                                            |
| -      | 革命政府                                     | 革命政府       | 革命政府       | 革命政府 |
| -      | "PenteviratoQuiteño" '                       | 1883年1月14日  | 1883年10月15日 | 成員： - ホセ・マリア・プラシド・カーマニョ - ルイス・コルデロ - アグスティン・ペドロ・ゲレロ - リザル・ザブル - ラファエル・ペレスカップル                                                    |
| -      | まなびとエスメラルダスの最高のリーダーシップ | 1883年6月5日   | 1883年10月15日 | リーダー：エロイ・アルファロ |
| -      | グアヤス最高裁リーダーシップ                 | 1883年7月10日  | 1883年10月15日 | リーダー：ペドロ・カルボ |
| 12     | ホセ・プラシド・カーマニョ                   | 1883年10月15日 | 1888年6月30日  | - 暫定大統領（1883年10月15日 - 1884年2月10日） - 大統領（1884年2月10日 - 1888年6月30日） |
|        | ペドロ・ホセ・セヴァロス                     | 1888年7月1日   | 1888年8月17日  | 大統領代理 |
| 13     | アントニオ・フローレス・ヒヒン               | 1888年8月17日  | 1892年6月10日  | 大統領 |
| 14     | ルイス・コルデロ・クレスポ                   | 1892年7月1日   | 1895年4月16日  | 大統領 |
|        | ビセンテ・ルシオ・サラザール                 | 1895年4月16日  | 1895年6月5日   | 大統領代理 |
| 15     | エロイ・アルファロ                           | 1895年6月5日   | 1901年8月31日  | - 暫定大統領（1896年10月9日 - 1895年6月5日） - 最高指導者（1896年10月9日 - 1897年1月17日） - 大統領（1897年1月17日 - 1901年8月31日）                                                           |
| 16     | レオニダス・プラザ                           | 1901年9月1日   | 1905年8月31日  | 大統領 |
| 17     | リザルド・y・ガルシア                        | 1905年9月1日   | 1906年1月15日  | 大統領 |
| （15） | エロイ・アルファロ                           | 1906年1月16日  | 1911年8月11日  | - 暫定大統領（1906年1月16日 - 1906年10月9日） - 最高指導者（1906年10月9日 - 1907年1月1日） - 大統領（1907年1月1日 – 1911年8月11日）                                                            |
|        | カルロス・フレイラ・ザルドゥムビデ           | 1911年8月11日  | 1911年8月31日  | 大統領代理 |
| 18     | エミリオ・エストラーダ                       | 1911年9月1日   | 1911年12月21日 | 大統領 |
|        | カルロス・フレイラ・ザルドゥムビデ           | 1911年12月22日 | 1912年3月5日   | 大統領代理 |
|        | フランシスコ・アンドラーデ・マリン           | 1912年3月6日   | 1912年8月1日   | 大統領代理 |
| （16） | レオニダス・プラザ                           | 1912年9月1日   | 1916年8月31日  | 大統領 |
| 19     | アルフレド・バクエリゾ                       | 1916年9月1日   | 1920年8月31日  | 大統領 |
| 20     | ホセ・ルイス・タマヨ                         | 1920年9月1日   | 1924年8月31日  | 大統領 |
| 21     | ゴンサロ・コルドヴァ                         | 1924年9月1日   | 1925年7月9日   | 大統領 |
|        | 第一臨時政府                                 | 1925年7月10日  | 1926年1月6日   | |
|        | 第二臨時政府                                 | 1926年1月10日  | 1926年3月31日  | |
| 22     | イシドロ・アヨラ                             | 1926年4月3日   | 1931年8月24日  | - 暫定大統領（1926年4月6日 - 1929年4月17日） - 大統領（1929年4月17日 - 1931年8月24日） |
|        | ルイス・ラレア・アルバ                       | 1931年8月24日  | 1931年10月15日 | 政府の大臣 |
|        | アルフレド・バクエリゾ                       | 1931年10月15日 | 1932年8月28日  | 上院議長 |
|        | カルロス・フレイラ・ラレア                   | 1932年8月28日  | 1932年9月1日   | 政府の大臣 |
|        | アルベルト・ゲレロ・マルティネス             | 1932年9月2日   | 1932年12月4日  | 上院議長 |
| 23     | フアン・デ・ディオス・マルティネス           | 1932年12月5日  | 1933年10月19日 | 大統領 |
|        | アベラルド・モンタルボ                       | 1933年10月20日 | 1934年8月31日  | 大統領代理 |
| 24     | ホセ・マリア・ベラスコ・イバラ               | 1934年9月1日   | 1935年8月21日  | 大統領 |
|        | アントニオ・ポンス                           | 1935年8月21日  | 1935年9月25日  | 大統領代理 |
|        | フェデリコ・パエス                           | 1935年9月26日  | 1937年10月23日 | 最高指導者 |
|        | アルベルト・エンリケス・ギャロ               | 1937年10月23日 | 1938年8月10日  | 最高指導者 |
|        | マヌエル・マリア・ボレロ                     | 1938年8月10日  | 1938年12月1日  | 暫定大統領 |
| 25     | アウレリオ・モスケラ                         | 1938年12月2日  | 1939年11月17日 | 大統領 |
|        | カルロス・アルベルト・アロヨデル・リオ       | 1939年11月18日 | 1939年12月10日 | 大統領代理 |
|        | アンドレス・コルドヴァ                       | 1939年12月11日 | 1940年8月10日  | 大統領代理 |
|        | フリオ・エンリケ・モレノ                     | 1940年8月10日  | 1940年8月31日  | 大統領代理 |
| 26     | カルロス・アルベルト・アロヨデル・リオ       | 1940年9月1日   | 1944年5月28日  | 大統領 |
| （24） | ホセ・マリア・ベラスコ・イバラ               | 1944年6月1日   | 1947年8月23日  | - 共和国大統領（1944年6月1日 - 1944年8月10日） - 憲法大統領（1944年8月10日 - 1946年3月30日） - 共和国大統領（1946年3月30日 - 1946年8月10日） - 憲法大統領（1946年8月10日 - 1947年8月23日）     |
|        | カルロス・マンチェノ・ボックス               | 1947年8月23日  | 1947年9月2日   | 最高指導者 |
| 27     | マリアーノ・スアレス・ヴェインテミラ         | 1947年9月2日   | 1947年9月17日  | 大統領 |
| 28     | カルロス・フリオ・アロセメナトラ             | 1947年9月17日  | 1948年8月31日  | 大統領 |
| 29     | ガロ・プラザ                                 | 1948年9月1日   | 1952年8月31日  | 大統領 |
| （24） | ホセ・マリア・ベラスコ・イバラ               | 1952年9月1日   | 1956年8月31日  | 大統領 |
| 30     | カミロ・ポンセ・エンリケス                   | 1956年9月1日   | 1960年8月31日  | 大統領 |
| （24） | ホセ・マリア・ベラスコ・イバラ               | 1960年9月1日   | 1961年11月7日  | 大統領 |
| 31     | カルロス・フリオ・アロセメナ・モンロイ       | 1961年11月7日  | 1963年7月11日  | 大統領 |
|        | 軍事政権                                     | 1963年7月11日  | 1966年3月29日  | 成員： - ラモン・カストロ・ヒヒン - ルイス・カブレラ・ギジェルモ - フレイレ・ポッソ・セビリア（1965年11月9日まで） - マルコス・ガンダラ                                                        |
|        | クレメンテ・イェロヴィ                       | 1966年3月19日  | 1966年11月16日 | 大統領代理 |
| 32     | オットー・アロセメナ                         | 1966年11月16日 | 1968年8月31日  | - 憲法大統領（1967年5月25日 - 1968年8月31日） - 暫定大統領（1966年11月16日 - 1967年5月25日）                                                                                                   |
| （24） | ホセ・マリア・ベラスコ・イバラ               | 1968年9月1日   | 1972年2月15日  | - 大統領（1968年9月1日 - 1970年6月22日） - 最高指導者（1970年6月22日 - 1972年2月15日） |
|        | ギレルモ・ロドリゲスララ                     | 1972年2月15日  | 1976年1月11日  | 大統領（事実上） |
|        | 最高政府評議会                               | 1976年1月11日  | 1979年8月10日  | 成員： - アルフレド・ポベダ - ギジェルモ・デュラン - ルイス・レオロ |
| 33     | ハイメ・ロルドス・アギレラ                   | 1979年8月10日  | 1981年5月24日  | 大統領 |
| 34     | オスバルド・ウルタド                         | 1981年5月24日  | 1984年8月10日  | 大統領 |
| 35     | レオン・フェブレス・コルデロ                 | 1984年8月10日  | 1988年8月10日  | 大統領 |
| 36     | ロドリゴ・ボルハ・セヴァロス                 | 1988年8月10日  | 1992年8月10日  | 大統領 |
| 37     | シクスト・ドゥラン＝バゲン                   | 1992年8月10日  | 1996年8月10日  | 大統領 |
| 38     | アブダラ・ブカラム                           | 1996年8月10日  | 1997年2月6日   | 大統領 |
|        | ファビアン・アラルコン                       | 1997年2月6日   | 1997年2月9日   | 暫定大統領 |
|        | ロザリア・アルテアガ                         | 1997年2月9日   | 1997年2月11日  | 大統領代理 |
|        | ファビアン・アラルコン                       | 1997年2月11日  | 1998年8月10日  | 暫定大統領 |
| 39     | ジャミル・マウアド                           | 1998年8月10日  | 2000年1月21日  | 大統領 |
| 40     | グスタボ・ノボア                             | 2000年1月22日  | 2003年1月15日  | 大統領 |
| 41     | ルシオ・グティエレス                         | 2003年1月15日  | 2005年4月20日  | 大統領 |
| 42     | アルフレド・パラシオ                         | 2005年4月20日  | 2007年1月15日  | 大統領 |
| 43     | ラファエル・コレア                           | 2007年1月15日  | 2017年5月24日  | 大統領 |
| 44     | レニン・モレノ                               | 2017年5月24日  | 2021年5月24日  | 大統領 |
| 45     | ギジェルモ・ラソ                             | 2021年5月24日  | 2023年11月23日 | 大統領 |
| 46     | ダニエル・ノボア                             | 2023年11月23日 | 現職           | 大統領 |

## 反乱におけるライバル政府
| 氏名                                     | 着任           | 離任           | 肩書き |
| ---------------------------------------- | -------------- | -------------- | --- |
| ビセンテロ・カフエルテ                   | 1833年10月20日 | 1834年7月      | グアヤス学科最高指導者 |
| ホセ・フェリックス・ヴァルディヴィエソ   | 1834年7月13日  | 1835年1月18日  | 最高指導者 |
| ホセ・ホアキン・デ・オルメド             | 1845年3月6日   | 1845年6月18日  | 臨時政府大統領 |
| アントニオ・エリサルデ                   | 1850年3月      | 1850年         | 最高指導者 |
| サンディエゴ・ノボア                     | 1850年2月20日  | 1850年6月10日  | 最高指導者 |
| ホセ・マリア・ウルヴィナ                 | 1851年7月13日  | 1851年7月17日  | 最高指導者 |
| 臨時政府                                 | 1859年5月1日   | 1859年6月4日   | 成員：ガブリエル・ガルシア・モレノ（5月25日まで）、マヌエル・ゴメス・デ・ラ・トーレ （5月25日から）、ホセ・マリア・アビレス、チリボガ・グロスベ                                              |
| ヘロニモ・カリオン                       | 1859年6月6日   | 1859年         | |
| ガブリエル・ガルシア・モレノ             | 1859年6月4日   | 1861年9月17日  | 最高指導者 |
| ギジェルモ・フランコ                     | 1859年9月17日  | 1860年9月24日  | グアヤスとアスアイの最高指導者 |
| イグナチオ・ヴェインテミラ               | 1876年9月8日   | 1876年12月19日 | 最高指導者 |
| エロイ・アルファロ                       | 1883年2月      | 1883年10月11日 | まなびとエスメラルダスの最高指導者 |
| 臨時政府                                 | 1883年1月14日  | 1883年7月9日   | 成員：ホセ・マリア・サラスティ、ペドロ・イグナシオ・リザルザブル、アグスティン・ゲレロ、ルイス・コルデロ・クレスポ（2月14日から）、パブロ・エレーラ（2月14日まで）、ラファエル・ペレスパレハ |
| ペドロ・カルボ                           | 1883年9月17日  | 1883年10月11日 | グアヤスの最高指導者 |
| エロイ・アルファロ                       | 1895年6月19日  | 1895年8月23日  | 最高指導者 |
| フラビオ・アルファロ・E・サンタナ        | 1911年12月22日 | 1912年1月      | |
| ペドロ・モンテロ・マリドゥエナ・ハシント | 1911年12月28日 | 1912年1月21日  | |